# Volkswagen Amarok I

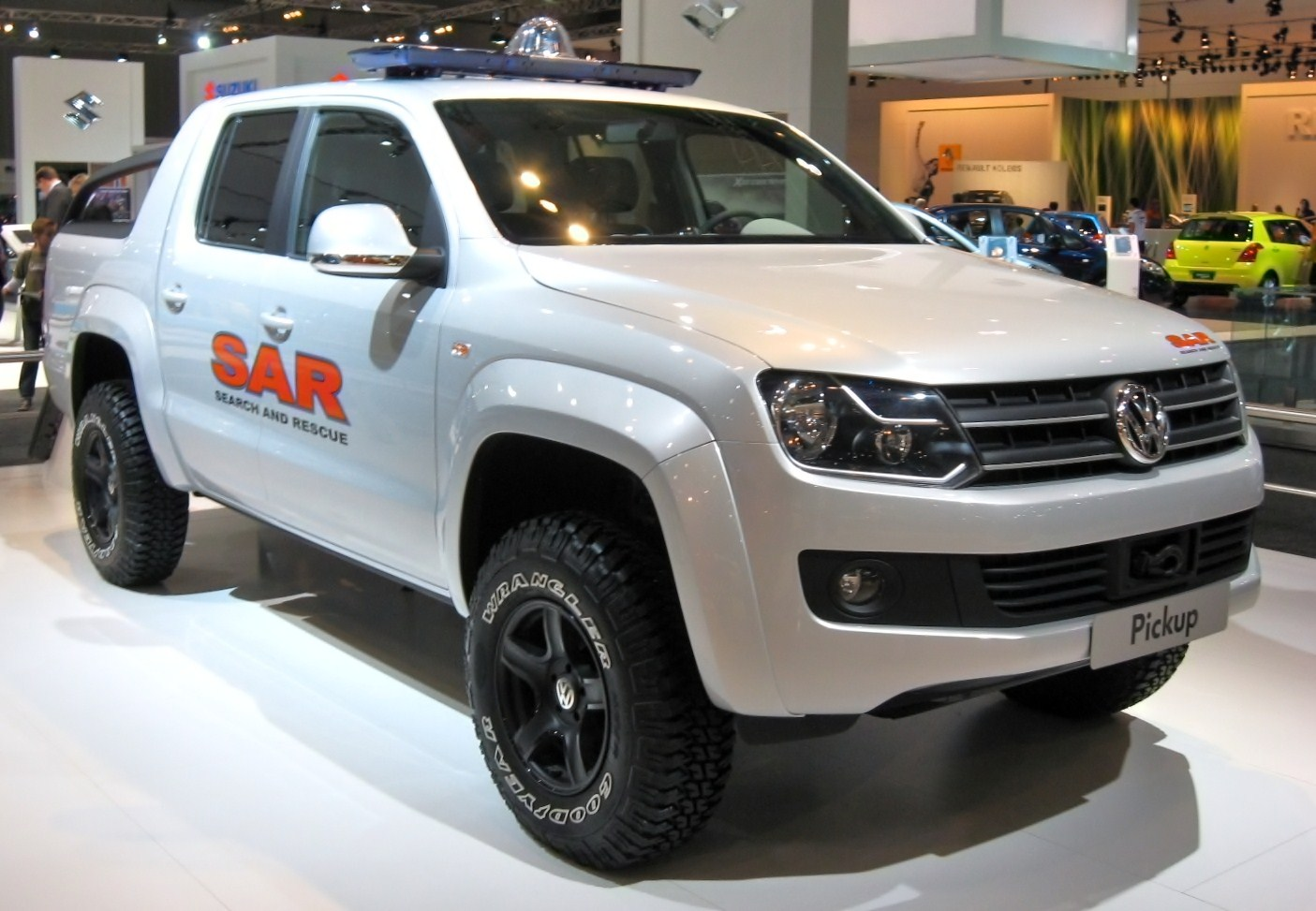
Robust Pickup (RPU)

Volkswagen Amarok I — первое поколение Volkswagen Amarok (внутреннее обозначение Typ 2H). Выпускается с 2010 года. В мае 2020 года были завершены производство в Ганновере и поставки в Европу, в настоящее время автомобиль выпускается в ЮАР. Всего выпущено 830000 экземпляров.

## Описание
Volkswagen Amarok I впервые был представлен в январе 2010 года на ралли Дакар в Чили и Аргентине. Название Amarok автомобиль получил в честь волкообразного существа в мифологии об эскимосах. До этого в 2008 году на выставке IAA был представлен концепт-кар Robust Pickup (RPU).
С весны 2011 года также выпускается двухдверный пикап с удлинённым кузовом. Его грузоподъёмность составляет 1,15 тонны.
В основном, автомобиль оснащается 2,0-литровым дизельным двигателем мощностью 90—120 кВт (122—163 л. с.). Базовая комплектация оснащается задним приводом. На заказ также доступен полный привод. Также автомобиль оснащается лонжеронной рамой, передней подвеской на двойных поперечных рычагах с пружинно-демпферными блоками, реечным рулевым управлением и жёсткой задней подвеской на листовых рессорах. Передние тормоза вентилируемые дисковые, задние — барабанные.
С осени 2011 года выпускается хардтоп, который можно заказать у официальных дилеров Volkswagen. С января 2012 года в Австралии автомобиль оснащается 2,0-литровым двигателем TSI мощностью 118 кВт (160 л. с.) и задним приводом.
Весной 2016 года автомобиль был модернизирован. В ходе модернизации были изменены внешность, интерьер, в моторной гамме появился дизель Volkswagen EA897 объёмом 3.0 л в разных степенях форсировки, который также устанавливается на Audi A6 и Volkswagen Touareg. Двух- и четырёхдверные модификации имеют унифицированные длину и колёсную базу, а габариты кузова для двух модификаций существенно различаются — в двухдверном варианте кузов длиннее в полтора раза. Продажи начались в сентябре 2016 года.

## Безопасность
В ходе краш-теста Euro NCAP в ноябре 2010 года Volkswagen Amarok I набрал 31 балл (86%) по защите пассажиров и 17 баллов (47%) по защите пешеходов. Общий критерий оценивания — 4 звезды.
| Euro NCAP                                           | Euro NCAP | Euro NCAP | Euro NCAP             |
| --------------------------------------------------- | --------- | --------- | --------------------- |
| · общий рейтинг                                     |           |           |                       |
| 86%                                                 | 64%       | 47%       | 57%                   |
| взрослый пассажир                                   | ребёнок   | пешеход   | активная безопасность |
| Протестированная модель: Volkswagen Amarok I (2010) |           |           |                       |

## Технические характеристики
|                                            | 2.0 TDI                                                                              | 2.0 TDI 4Motion                                                                      | 2.0 TDI                                                                              | 2.0 TDI 4Motion                                                                      | 2.0 TDI                                                                              | 2.0 TDI 4Motion                                                                      | 2.0 TDI                                                                              | 2.0 TDI 4Motion                                                                      | 3.0 TDI                                                                                            | 3.0 TDI 4Motion                                                                                    | 3.0 TDI 4Motion                                                                                    | 3.0 TDI 4Motion                                                                                    | 2.0 TSI                                                                  |
| ------------------------------------------ | ------------------------------------------------------------------------------------ | ------------------------------------------------------------------------------------ | ------------------------------------------------------------------------------------ | ------------------------------------------------------------------------------------ | ------------------------------------------------------------------------------------ | ------------------------------------------------------------------------------------ | ------------------------------------------------------------------------------------ | ------------------------------------------------------------------------------------ | -------------------------------------------------------------------------------------------------- | -------------------------------------------------------------------------------------------------- | -------------------------------------------------------------------------------------------------- | -------------------------------------------------------------------------------------------------- | ------------------------------------------------------------------------ |
| Годы производства                          | 03.2010—11.2012                                                                      | 03.2010—11.2012                                                                      | 11.2012—06.2016                                                                      | 11.2012—06.2016                                                                      | 03.2010—05.2012                                                                      | 03.2010—05.2012                                                                      | 06.2012—09.2016                                                                      | 11.2011—09.2016                                                                      | 09.2017—05.2020                                                                                    | 09.2016—05.2020                                                                                    | с 09.2016*                                                                                         | с 04.2018*                                                                                         | 01.2012—05.2020**                                                        |
| Код двигателя                              | VW EA189                                                                             | VW EA189                                                                             | VW EA189                                                                             | VW EA189                                                                             | VW EA189                                                                             | VW EA189                                                                             | VW EA189                                                                             | VW EA189                                                                             | VW EA897 evo                                                                                       | VW EA897 evo                                                                                       | VW EA897 evo                                                                                       | VW EA897 evo                                                                                       | VW EA888                                                                 |
| Тип                                        | Рядный четырёхцилиндровый дизельный двигатель с системой впрыска топлива Common Rail | Рядный четырёхцилиндровый дизельный двигатель с системой впрыска топлива Common Rail | Рядный четырёхцилиндровый дизельный двигатель с системой впрыска топлива Common Rail | Рядный четырёхцилиндровый дизельный двигатель с системой впрыска топлива Common Rail | Рядный четырёхцилиндровый дизельный двигатель с системой впрыска топлива Common Rail | Рядный четырёхцилиндровый дизельный двигатель с системой впрыска топлива Common Rail | Рядный четырёхцилиндровый дизельный двигатель с системой впрыска топлива Common Rail | Рядный четырёхцилиндровый дизельный двигатель с системой впрыска топлива Common Rail | Шестицилиндровый дизельный двигатель V-образной конструкции с системой впрыска топлива Common Rail | Шестицилиндровый дизельный двигатель V-образной конструкции с системой впрыска топлива Common Rail | Шестицилиндровый дизельный двигатель V-образной конструкции с системой впрыска топлива Common Rail | Шестицилиндровый дизельный двигатель V-образной конструкции с системой впрыска топлива Common Rail | Рядный четырёхцилиндровый бензиновый двигатель с прямым впрыском топлива |
| Наддув                                     | Турбонаддув                                                                          | Турбонаддув                                                                          | Турбонаддув                                                                          | Турбонаддув                                                                          | Двойной турбонаддув                                                                  | Двойной турбонаддув                                                                  | Двойной турбонаддув                                                                  | Двойной турбонаддув                                                                  | Турбонаддув                                                                                        | Турбонаддув                                                                                        | Турбонаддув                                                                                        | Турбонаддув                                                                                        | Турбонаддув                                                              |
| Объём                                      | 1968 см³                                                                             | 1968 см³                                                                             | 1968 см³                                                                             | 1968 см³                                                                             | 1968 см³                                                                             | 1968 см³                                                                             | 1968 см³                                                                             | 1968 см³                                                                             | 2967 см³                                                                                           | 2967 см³                                                                                           | 2967 см³                                                                                           | 2967 см³                                                                                           | 1984 см³                                                                 |
| Мощность                                   | 90 кВт (122 л. с.) при 3750 об/мин                                                   | 90 кВт (122 л. с.) при 3750 об/мин                                                   | 103 кВт (140 л. с.) при 3500 об/мин                                                  | 103 кВт (140 л. с.) при 3500 об/мин                                                  | 120 кВт (163 л. с.) при 4000 об/мин                                                  | 120 кВт (163 л. с.) при 4000 об/мин                                                  | 132 кВт (180 л. с.) при 4000 об/мин                                                  | 132 кВт (180 л. с.) при 4000 об/мин                                                  | 120 кВт (163 л. с.) при 2750—4500 об/мин                                                           | 150 кВт (204 л. с.) при 3000—4500 об/мин                                                           | 165 кВт (224 л. с.) при 3000—4500 об/мин                                                           | 190 кВт (258 л. с.) при 3250—4500 об/мин                                                           | 118 кВт (160 л. с.) при 3750 об/мин                                      |
| Крутящий момент                            | 340 Н⋅м при 1750—2250 об/мин                                                         | 340 Н⋅м при 1750—2250 об/мин                                                         | 340 Н⋅м при 1600—2250 об/мин                                                         | 340 Н⋅м при 1600—2250 об/мин                                                         | 400 Н⋅м при 1500—2000 об/мин                                                         | 400 Н⋅м при 1500—2000 об/мин                                                         | 400 Н⋅м при 1500—2250 об/мин (420 Н⋅м при 1750 об/мин)***                            | 400 Н⋅м при 1500—2250 об/мин (420 Н⋅м при 1750 об/мин)***                            | 450 Н⋅м при 1250—2500 об/мин                                                                       | 500 Н⋅м при 1250—2750 об/мин                                                                       | 550 Н⋅м при 1400—2750 об/мин                                                                       | 580 Н⋅м при 1250—3250 об/мин                                                                       | 300 Н⋅м при 1600—3750 об/мин                                             |
| Привод                                     | Задний                                                                               | Полный                                                                               | Задний                                                                               | Полный                                                                               | Задний                                                                               | Полный                                                                               | Задний                                                                               | Полный                                                                               | Задний                                                                                             | Полный                                                                                             | Полный                                                                                             | Полный                                                                                             | Задний                                                                   |
| Трансмиссия                                | 6-скор. МКПП                                                                         | 6-скор. МКПП                                                                         | 6-скор. МКПП                                                                         | 6-скор. МКПП                                                                         | 6-скор. МКПП                                                                         | 6-скор. МКПП                                                                         | 6-скор. МКПП                                                                         | 6-скор. МКПП                                                                         | 6-скор. МКПП                                                                                       | 6-скор. МКПП                                                                                       | 8-скор. АКПП                                                                                       | 8-скор. АКПП                                                                                       | 6-скор. МКПП                                                             |
| Трансмиссия (опционально)                  | —                                                                                    | —                                                                                    | —                                                                                    | —                                                                                    | —                                                                                    | —                                                                                    | 8-скор. АКПП                                                                         | 8-скор. АКПП                                                                         | —                                                                                                  | 8-скор. АКПП                                                                                       | —                                                                                                  | —                                                                                                  |                                                                          |
| Масса                                      | 1872—2064 кг                                                                         | 1948—2168 кг                                                                         | 1797—2248 кг                                                                         | 1875—2345 кг                                                                         | 1882—2074 кг                                                                         | 1958—2178 кг                                                                         | 1911—2178 кг                                                                         | 2005—2178 кг                                                                         | 2069—2177 кг                                                                                       | 2010—2145 кг                                                                                       | 2078—2095 кг                                                                                       | 2241—2324 кг                                                                                       | 1737—1842 кг                                                             |
| Грузоподъёмность                           | 778—1147 кг                                                                          | 673—1057 кг                                                                          | 572—1243 кг                                                                          | 475—1165 кг                                                                          | 768—1137 кг                                                                          | 663—1047 кг                                                                          |                                                                                      |                                                                                      | 743—831 кг                                                                                         | 545—1053 кг                                                                                        | 596—679 кг                                                                                         | 545—985 кг                                                                                         |                                                                          |
| Полная масса                               | 2800 кг                                                                              | 2800 кг                                                                              | 2800–3000 кг                                                                         | 2800–3000 кг                                                                         | 2800 кг                                                                              | 2800 кг                                                                              | 2800–3000 кг                                                                         | 2800–3000 кг                                                                         | 2900–3000 кг                                                                                       | 3300–3500 кг                                                                                       | 3300–3500 кг                                                                                       | 3300 кг                                                                                            | 3000 кг                                                                  |
| Разгон до 100 км/ч                         | 13,5 сек.                                                                            | 13,7 сек.                                                                            | 12,6—13,3 сек.                                                                       | 12,6—13,5 сек.                                                                       | 10,8 сек.                                                                            | 11,1 сек.                                                                            | 10,0—10,7 сек.                                                                       | 10,3—11,0 сек.                                                                       | 9,6—10,0 сек.                                                                                      | 8,3—9,2 сек.                                                                                       | 7,9—8,2 сек.                                                                                       | 7,3—7,6 сек.                                                                                       | Н/Д                                                                      |
| Максимальная скорость                      | 163 км/ч                                                                             | 161 км/ч                                                                             | 163—169 км/ч                                                                         | 161—167 км/ч                                                                         | 182 км/ч                                                                             | 181 км/ч                                                                             | 178—184 км/ч                                                                         | 177—179 км/ч                                                                         | 171—180 км/ч                                                                                       | 182—193 км/ч                                                                                       | 185—193 км/ч                                                                                       | 199—207 км/ч                                                                                       |                                                                          |
| Расход топлива (л/100 км)                  | 7,3—7,4 л                                                                            | 7,4—7,6 л                                                                            | 6,8—7,7 л                                                                            | 7,0—7,8 л                                                                            | 7,6—7,7 л                                                                            | 7,8—7,9 л                                                                            | 7,4—7,5 л                                                                            | 7,3—8,2 л                                                                            | 8,1—9,2 л                                                                                          | 7,6—9,2 л                                                                                          | 8,0—8,9 л                                                                                          | 8,4 л                                                                                              | 9,5—9,6 л                                                                |
| Выбросы CO2                                | 192—194 г/км                                                                         | 194—199 г/км                                                                         | 179—202 г/км                                                                         | 185—205 г/км                                                                         | 199—203 г/км                                                                         | 206—209 г/км                                                                         | 185—194 г/км                                                                         | 187—203 г/км                                                                         | 213—242 г/км                                                                                       | 199—241 г/км                                                                                       | 210—233 г/км                                                                                       | 220 г/км                                                                                           | 226—228 г/км                                                             |
| ЭКО-Стандарт                               | Euro 5                                                                               | Euro 5                                                                               | Euro 5                                                                               | Euro 5                                                                               | Euro 5                                                                               | Euro 5                                                                               | Euro 5                                                                               | Euro 5                                                                               | Euro 6                                                                                             | Euro 6                                                                                             | Euro 6                                                                                             | Euro 6                                                                                             | Euro 4                                                                   |
| * В Европе с 05.2020                       |                                                                                      |                                                                                      |                                                                                      |                                                                                      |                                                                                      |                                                                                      |                                                                                      |                                                                                      | | | | |                                                                          |
| ** Австралия                               |                                                                                      |                                                                                      |                                                                                      |                                                                                      |                                                                                      |                                                                                      |                                                                                      |                                                                                      | | | | |                                                                          |
| *** 8-скор. АКПП (420 Н⋅м при 1750 об/мин) |                                                                                      |                                                                                      |                                                                                      |                                                                                      |                                                                                      |                                                                                      |                                                                                      |                                                                                      | | | | |                                                                          |

## Галерея

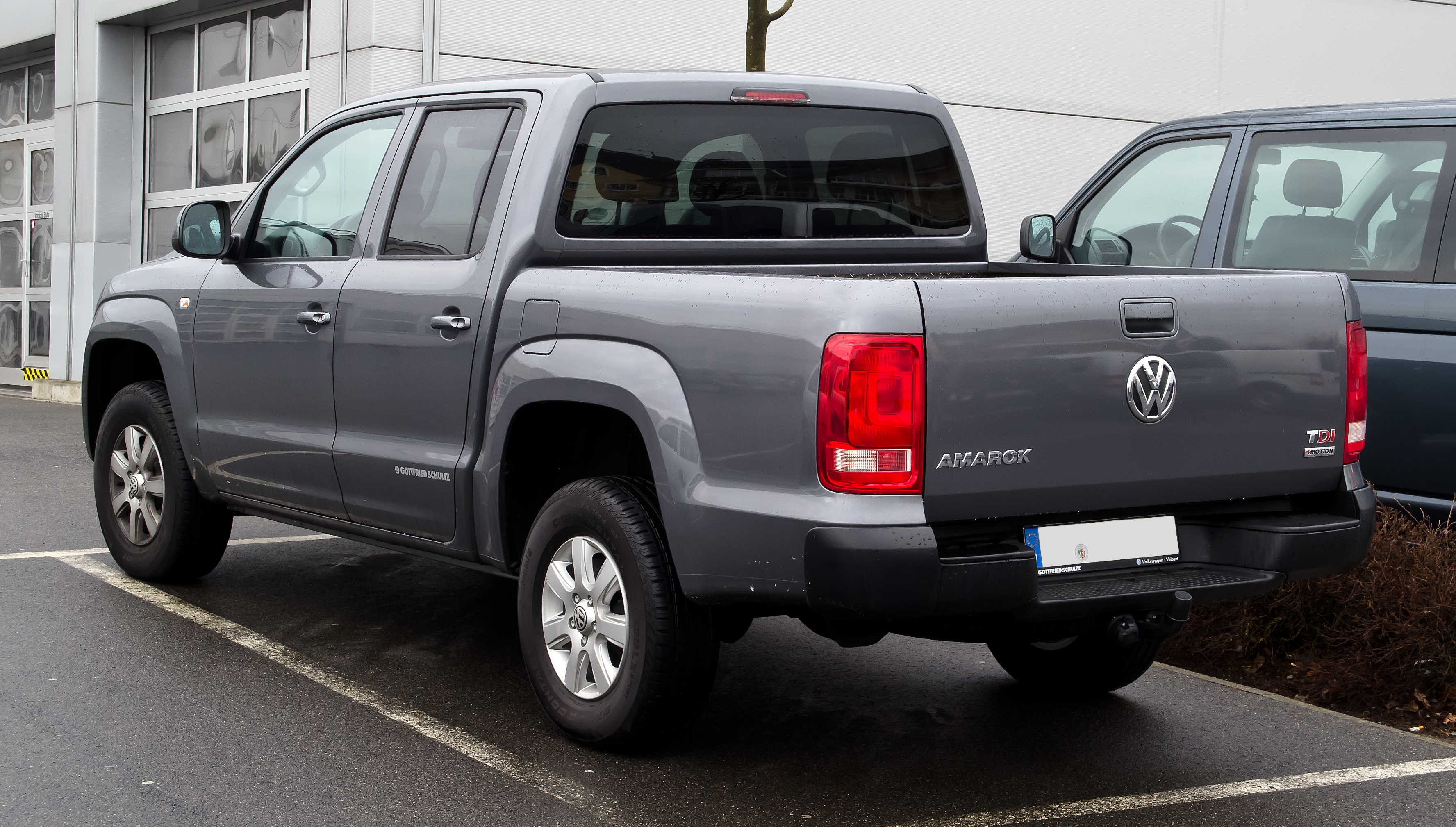
Вид сзади
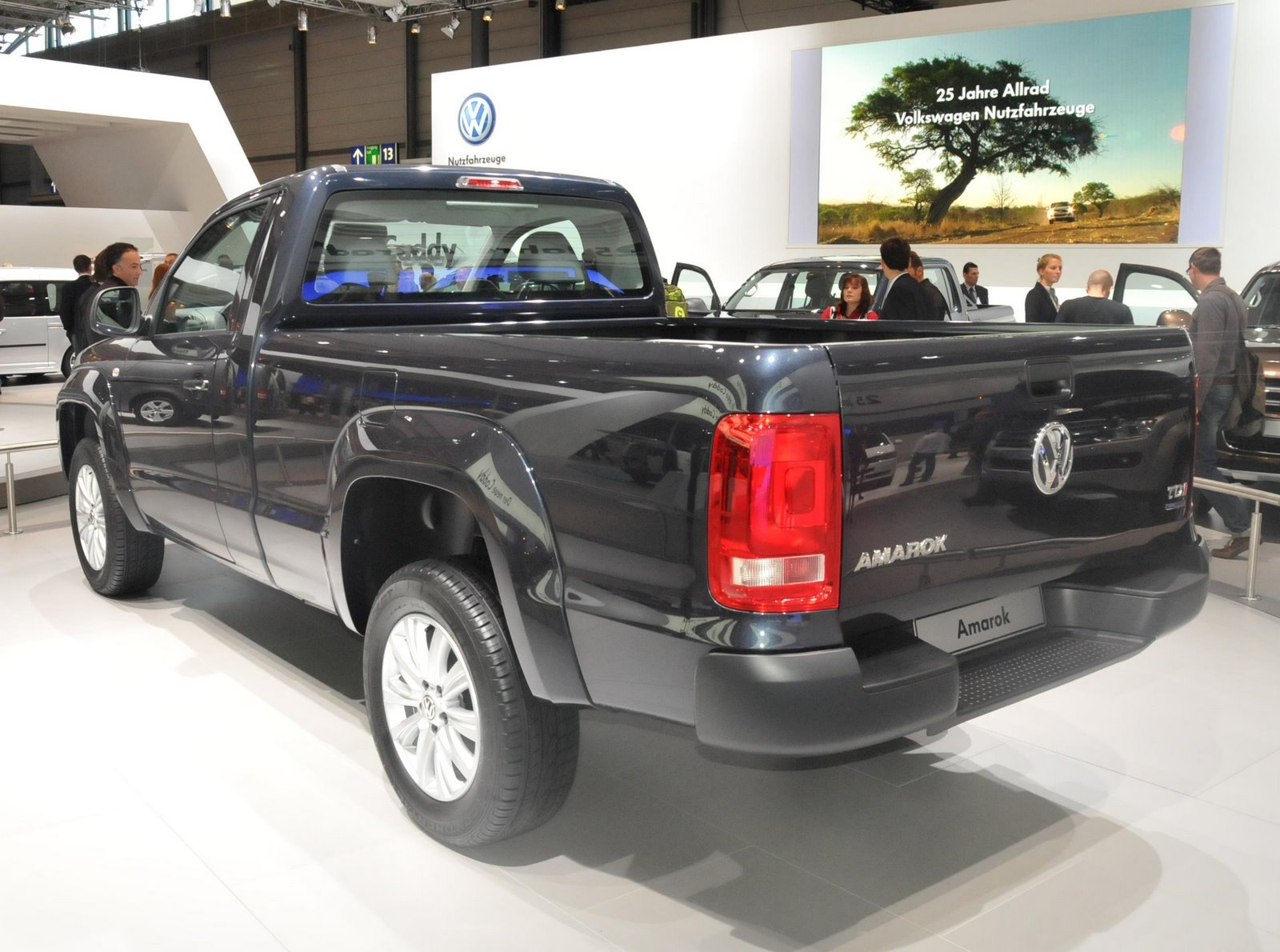
VW Amarok с одинарной кабиной (2011—2016)
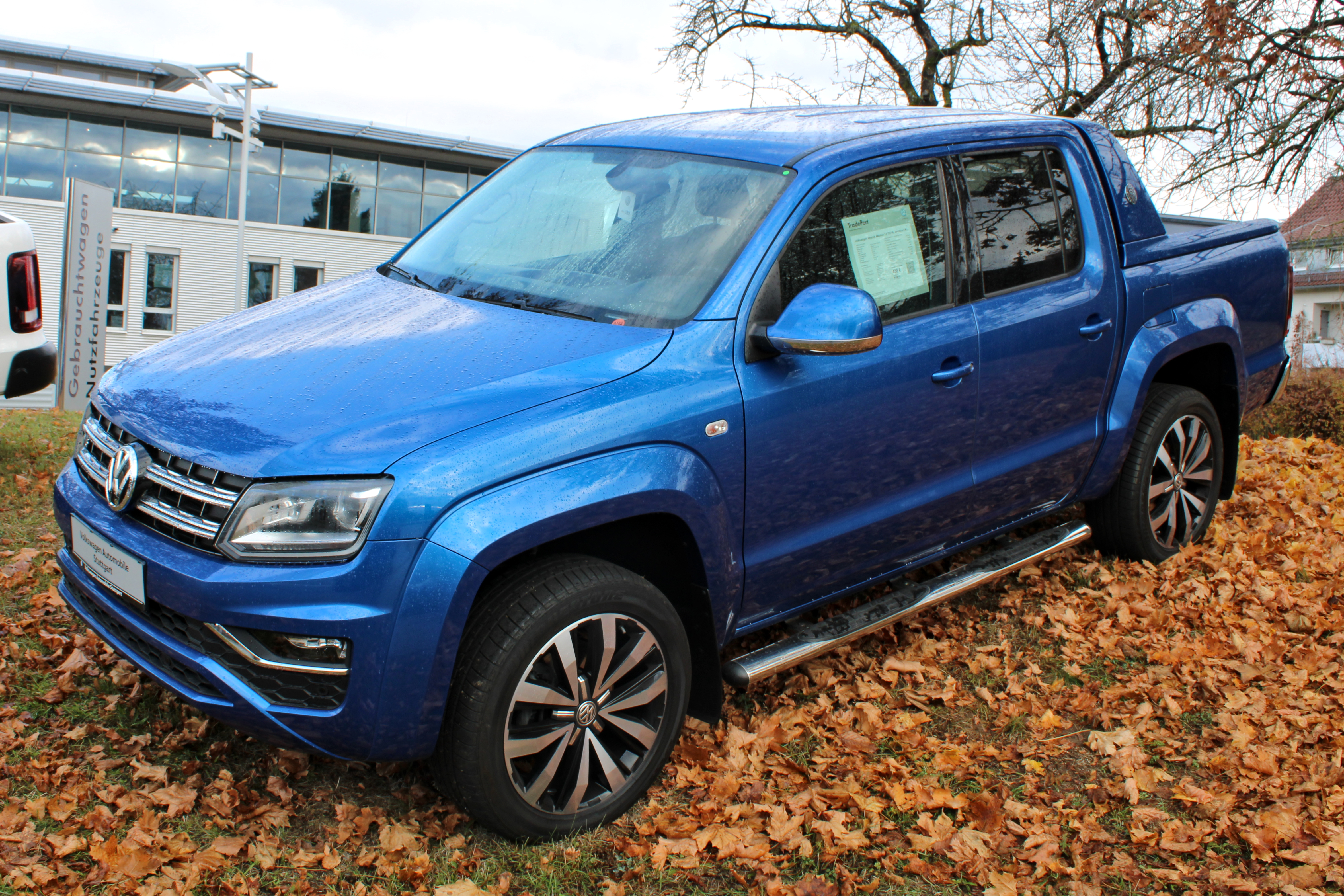
2016 Volkswagen Amarok с двойной кабиной
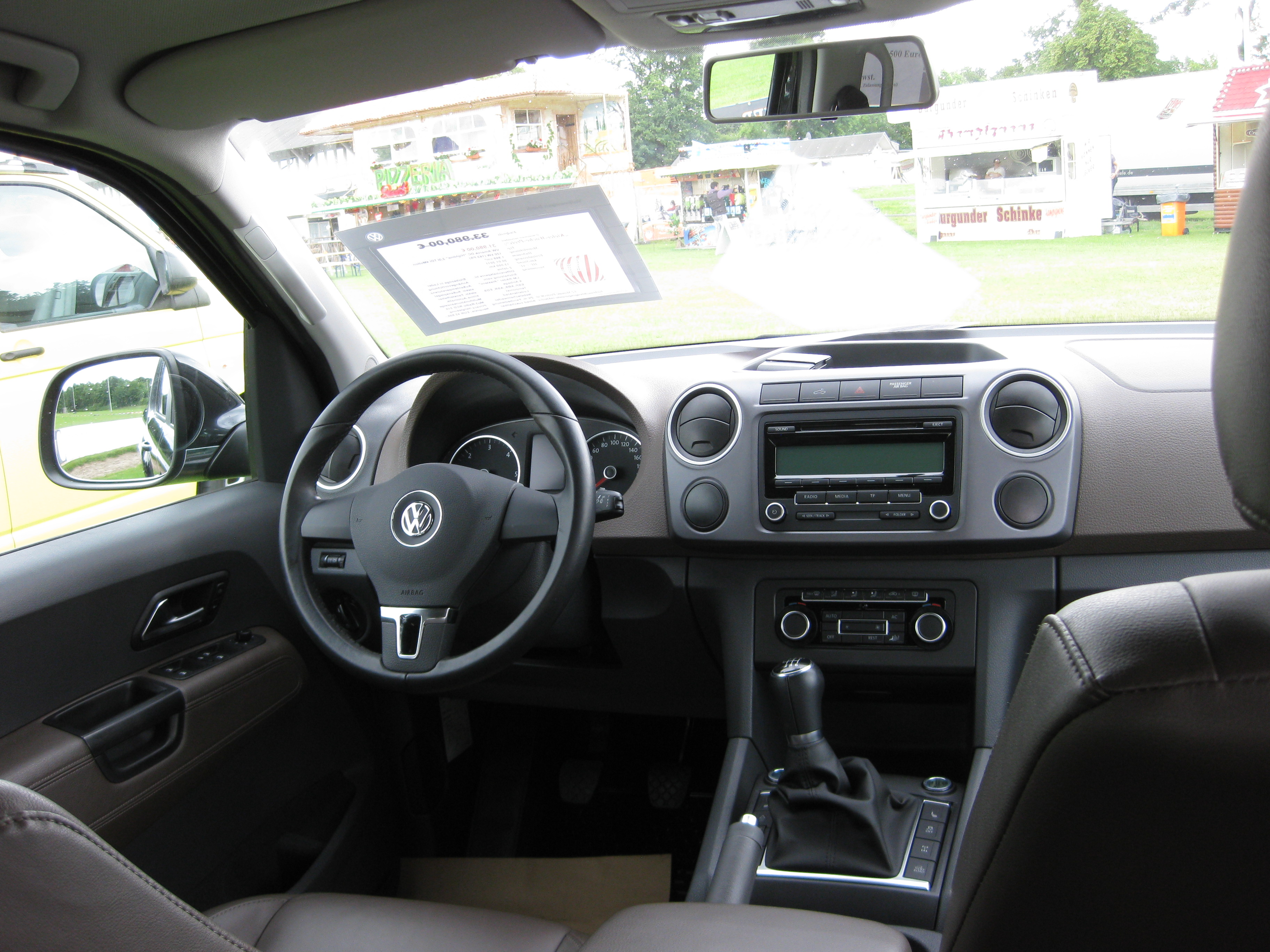
Интерьер (2011—2016)
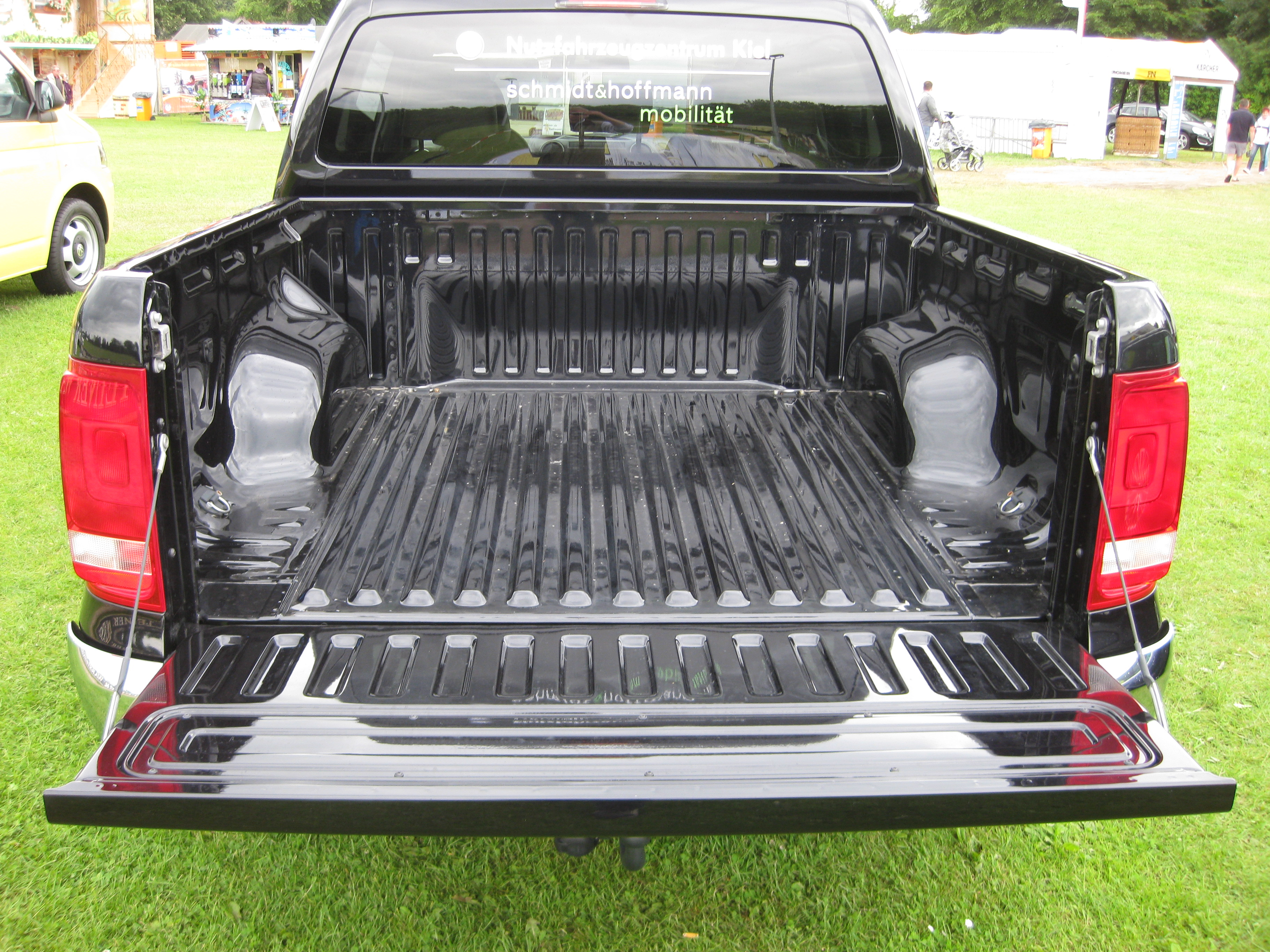
Кузов
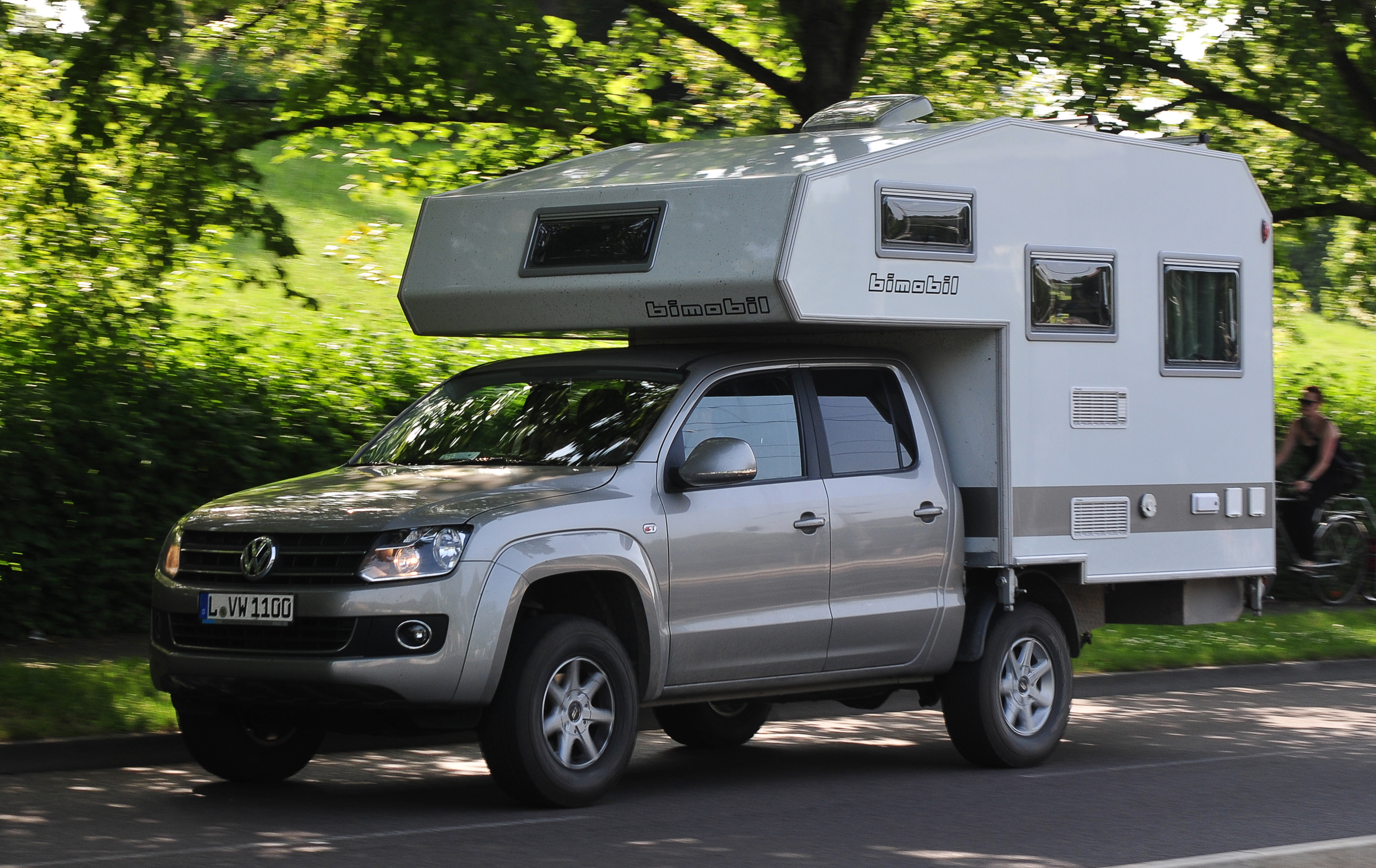
Автодом в Лейпциге

## Производственные показатели
Volkswagen Amarok выпускался в Аргентине и Ганновере до 2020 года. Также автомобиль выпускался небольшими партиями в Кито.
| Год  | Выпущено |
| ---- | -------- |
| 2009 | 193      |
| 2010 | 44525    |
| 2018 | 88950    |
| 2019 | 72513    |
| 2020 | 52100    |